# حاملة الطائرات اليابانية هيريو
حاملة الطائرات اليابانية هيريو هي كانت حاملة طائرات تابعة للحرية الإمبراطورية اليابانية، شاركت السفينة وطائرتها في الغزو الياباني للهند الصينية الفرنسية كما شاركت في الهجوم على بيرل هاربر، غرقت الحاملة في 5 يونيو 1942 خلال معركة ميدواي.